# Házikígyó
A házikígyó a magyar népi hitvilág egyik természetfeletti erővel felruházott állata. Elnevezései még: falikígyó, házicsúszó, falicsúszó, fütyülőkígyó, csörgőkígyó. Háziszellemszerű lény, aki biztosítja a család szerencséjét, oltazmazza a házat, előre jelzi a veszedelmet. Elűzése vagy „elpusztítása” ezért roppant balszerencsét jelentett: meghal az, aki megölte, vagy a család legkedvesebb tagját sújtja végzet; leég a ház, elpusztul a jószág. Ha tojását bántják, szintén leég a ház. Fordítva is történhet: ha meghal a gazda, elpusztul a házikígyó is (kemencei hiedelem).
Minden háznak megvan a saját házikígyója. A falban, a küszöb alatt vagy valahol a telken lakik. Színe fehér, de néhol úgy tartják, hogy csak a hasi oldala fehér; ismert még sárga, zöld, szürke, és fekete házikígyó is. Hangja sajátos, ketyegő, csörgő, fütyülő.
Szalontai hiedelem szerint fészkében kincs van, aki pedig a döglött kígyó húsát megeszi, megérti az állatok nyelvét.

## Hiedelemmondái
A házikígyóhoz sok hiedelemmonda kapcsolódik, melyek egy része ismert Észak-, Kelet- és Nyugat-Európában is, sőt, amerikai négereknél is. A Grimm testvérek Märchen von der Unke címmel gyűjtötték be 105-ös számmal.
- A legismertebb típusban egy gyermek, rendszerint kislány titokban egy kígyóval felezi meg ebédjét (tejet). A kígyót agyonütik, a kislány is meghal. Másik változatban meglesik a kígyóval együtt falatozó gyermeket; felhő kerekedik, ráborul a kígyóra és elviszi. A kígyó ugyanis már nem maradhat a földön, mert meglátták; a gyermek utánahal.
- Egyes változatok azt hangsúlyozzák, hogy a foggal született gyermek eteti titokban a kígyót. Ha hétéves korában kitörik a fogát vagy elpusztítják a kígyót, a gyermek meghal. Különben a kígyó a „lova” lesz. (lásd: táltos)
- A házikígyó tehenet szopik, külföldi párhuzamokban szoptatós anya mellét. A tehenet agyonlövik.
- Emberbe bújt házikígyó: terhes asszonyba, akire apósa vigyáz, míg a férj nincs otthon, házikígyó bújik. Az após tudja ezt, jelen akar lenni a szülésnél. A kígyó a gyerek nyakára van tekeredve, óvatosan lefejtik róla.
- Asszony szájába kígyó bújik be. Meghal, vagy gőzölgő tej fölé tartva lógatják, a kígyó kijön belőle. Akibe a kígyó belebújik, „hideget érez a hasában.” Előfordul, hogy ebből kigyógyul. Ilyen esetet említ a Gesta Romanorum: bélpoklos királyfiba kígyó mászik, belső részeit rágja, távozása után a királyfi meggyógyul. (Katona Lajos kiadása, Bp., 1900).